# Heart to Heart
Heart to Heart is een nummer van de Britse zanger James Blunt uit 2014. Het is de tweede single van zijn vierde studioalbum Moon Landing.
Het nummer werd over het algemeen een klein hitje in Europa. In het Verenigd Koninkrijk bereikte het nummer de 42e positie. In Nederland haalde het nummer de 12e positie in de Tipparade, en in Vlaanderen de 24e positie in de Tipparade.